# Ockhams rakkniv

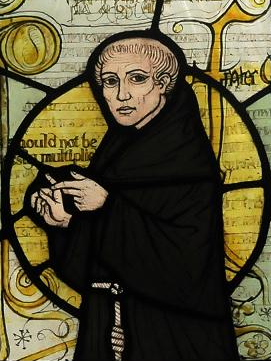
Glasmålning föreställande William Ockham.

Ockhams rakkniv, uppkallad efter den medeltida engelske franciskanmunken och filosofen William Ockham (omkring 1287–1347), är en princip inom vetenskaplig metod som innebär att man inte ska anta fler företeelser eller ting än som behövs för att förklara de observationer man gör.

## Beskrivning
Populärt brukar man även beskriva Ockhams rakkniv som att om flera olika förklaringar till ett fenomen föreligger, så bör man välja den enklaste av dem. Detta är en olycklig formulering eftersom den enklaste förklaringen inte alltid är den som förklarar alla relevanta observationer. Principen är inte ett formellt bevis för att den enklare förklaringen är korrekt, utan bara en princip för tänkandet. Rakkniv syftar på att man rakar bort onödiga antaganden för att nå den enklaste förklaringen.
William Ockham formulerade principen på latin: Non est ponenda pluralitas sine necessitate. Han brukar även tillskrivas den alternativa formen Entia non sunt multiplicanda praeter necessitatem, trots att den formuleringen inte kan återfinnas i något av hans verk. Detta kan översättas: Mångfald skall inte förutsättas om det inte är nödvändigt, eller som det oftast uttrycks: krångla inte till saker i onödan. Egentligen är det en princip som användes flitigt under medeltiden och kan spåras tillbaka ända till Aristoteles, men den har fått sitt namn efter Ockham eftersom han så ofta använde den.
En parafras på Ockhams rakkniv är Hanlons rakkniv, som beskrivs i författaren Robert A. Heinleins bok Logic of Empire (1941): Tillskriv aldrig något ont uppsåt när det är tillräckligt att förklara det med dumhet.

## Exempel
- Om ett träd visar sig ha fallit ned, och ingen har sett det ske, skall man föredra förklaringen att "en storm blåste omkull trädet", framför andra möjliga förklaringar såsom "en elefant knuffade omkull trädet", eller "trädet rycktes upp med roten av 200 meter höga rymdvarelser", även om trädet ligger något annorlunda än stormfällda. Det är alltså rimligare att anta att vindriktningen var något annorlunda än vid de många andra tillfällen liknande händelser inträffat än att något, mer eller mindre fantastiskt, inträffat.
- Om man drar en linje anpassad till en serie punkter i ett diagram kan man dra den på oändligt många sätt, men man bör dra linjen så att den ligger så nära punkterna som möjligt. Man bör alltså inte anta att det finns fler punkter än de som ritats in i diagrammet. Detta diskuteras av bland andra Thomas Kuhn.
- Om en patient har bröstsmärta som kan bero på en hjärtinfarkt, så bör man inte fördröja behandlingen av denna  för att leta efter eventuella andra sjukdomar som också kan ge bröstsmärta.